# Joshua Yong
Joshua Yong (* 24. Juli 2001 in Bandar Seri Begawan, Brunei) ist ein australischer Schwimmer. Er gewann bei Olympischen Spielen eine Bronzemedaille und bei Kurzbahnweltmeisterschaften eine Goldmedaille.

## Sportliche Karriere
Yong wuchs in Brunei auf. Er studierte Ingenieurwissenschaften an der University of Western Australia in Perth und startet für das Schwimmteam dieser Universität. Bei den Juniorenweltmeisterschaften 2019 belegte er den fünften Platz mit der Männer-Lagenstaffel und den vierten Platz mit der Mixed-Lagenstaffel.
Im europäischen Sommer 2022 nahm Yong an den Commonwealth Games in Birmingham teil. Über 100 Meter Brust erreichte er das Finale und belegte den siebten Platz. Damit war er hinter Zac Stubblety-Cook und Sam Williamson drittbester Australier. Ende des Jahres bei den Kurzbahnweltmeisterschaften in Melbourne schied Yong über 100 Meter Brust im Halbfinale aus. In der 4-mal-100-Meter-Lagenstaffel erreichten Isaac Cooper, Joshua Yong, Shaun Champion und Kyle Chalmers das Finale mit der fünftbesten Vorlaufzeit. Im Endlauf waren Cooper, Yong, Matthew Temple und Chalmers über sechs Sekunden schneller als die Vorlaufstaffel. Zeitgleich mit dem Quartett aus den Vereinigten Staaten gewannen die Australier in der neuen Weltrekordzeit von 2:18,98 Minuten, die drittplatzierten Italiener lagen nur 0,08 Sekunden zurück. Auch Shaun Champion erhielt für seinen Vorlaufeinsatz eine Goldmedaille.
Nachdem sich Joshua Yong 2023 nicht für die Weltmeisterschaften qualifizieren konnte, erreichte er bei den Ausscheidungswettkämpfen für die Olympischen Spiele 2024 in Paris auf beiden Bruststrecken den zweiten Platz. In Paris schied er über 100 Meter Brust im Halbfinale mit der zwölftbesten Zeit aus, war aber vor Sam Williamson bester Australier. Über 200 Meter Brust erreichte er das A-Finale und wurde Achter, hier gewann Zac Stubblety-Cook Silber. Die 4-mal-100-Meter-Lagenstaffel mit Isaac Cooper, Joshua Yong, Matthew Temple und Kyle Chalmers erreichte den sechsten Platz. In der 4-mal-100-Meter-Mixed-Lagenstaffel schwammen Iona Anderson, Zac Stubblety-Cook, Emma McKeon und Kyle Chalmers die zweitschnellste Vorlaufzeit. Im Endlauf waren Kaylee McKeown, Joshua Yong, Matthew Temple und Mollie O’Callaghan fast drei Sekunden schneller als die Vorlaufstaffel und wurden Dritte hinter dem US-Team und der chinesischen Staffel. Im September 2024 gewann Yong bei den australischen Kurzbahnmeisterschaften die Titel über 100 Meter und 200 Meter Brust.